# Willem Maurits de Brauw (1838-1898)

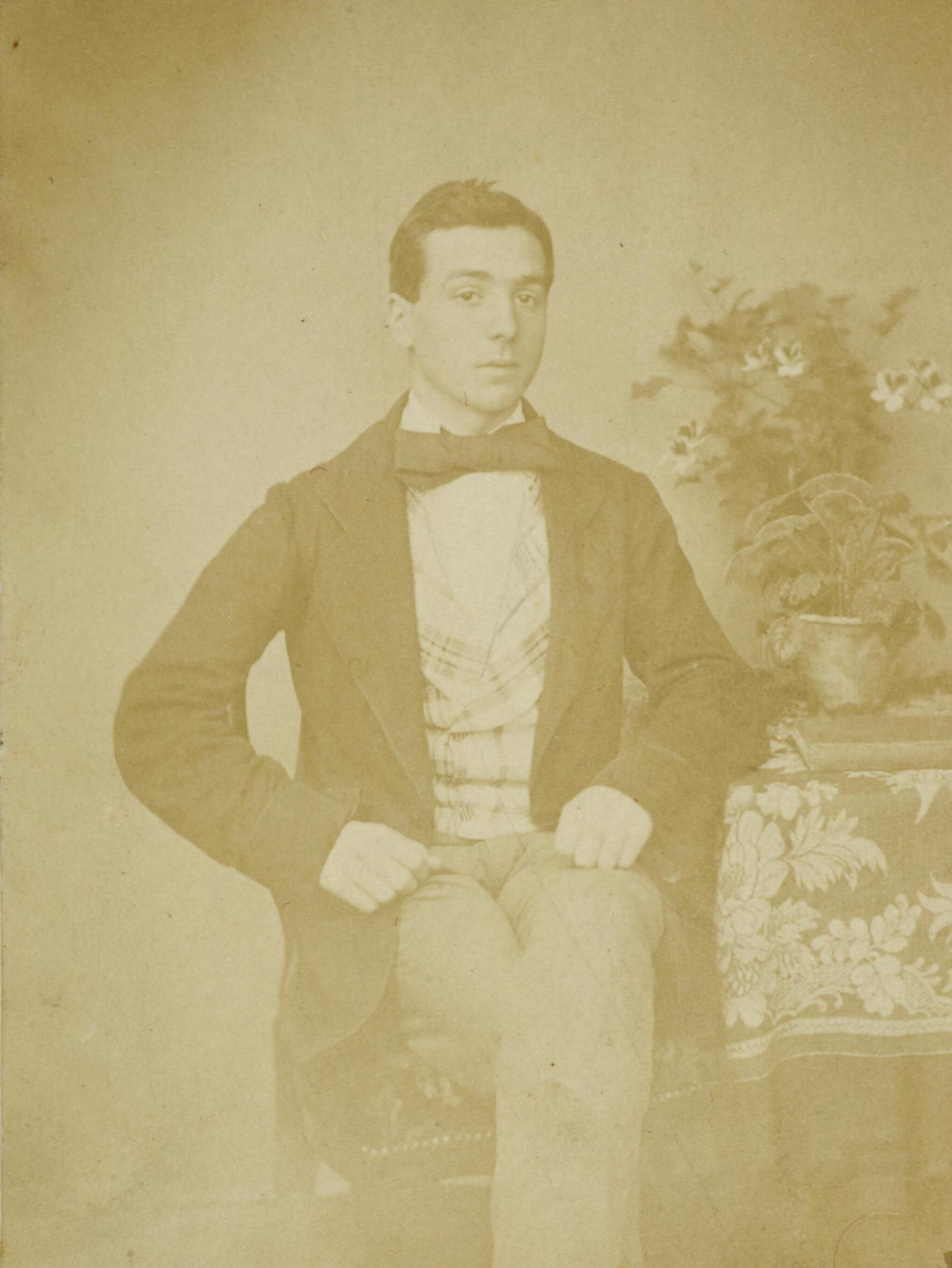
Jhr. W.M. de Brauw (1858)

Willem Maurits de Brauw ('s-Gravenhage, 24 augustus 1838 - aldaar, 18 december 1898) was een Nederlands minister en bestuurder uit de negentiende eeuw.  
Jhr. mr. W.M. de Brauw was een zoon van het Tweede Kamerlid Willem Maurits de Brauw (1810-1874). Vóór zijn ministerschap was hij advocaat en ambtenaar bij de Raad van State en de ministeries van Koloniën en Financiën. 
De Brauw volgde in 1882 in het kabinet-Van Lynden van Sandenburg Van Goltstein op als minister van Koloniën. Een jaar later moest hij aftreden nadat een Kamercommissie een door het Indische bestuur gesloten - en door hem als minister bekrachtigd - contract met de Billiton Maatschappij had afgekeurd (het zogenoemde Billitonschandaal). 
Na zijn ministerschap was hij nog dertien jaar commissaris des Konings in Zeeland (provincie). Hij was een neef van kolonel Vincent Maximiliaan de Brauw.
Hij was tevens lid bij het Utrechtsch Studenten Corps, waar hij in 1861 de functie van Rector bekleedde.